# Oliver Hill

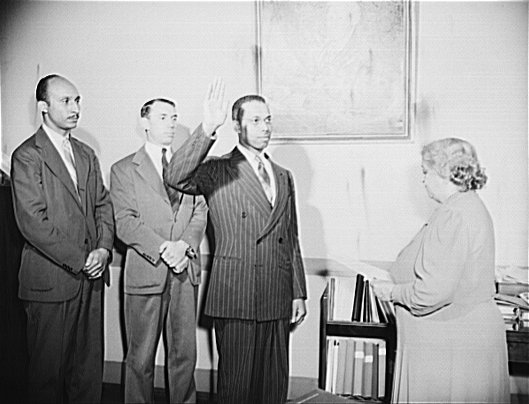
Hill (ganz links) am 31. Mai 1943

Oliver White Hill (* 1. Mai 1907 in Richmond, Virginia; † 5. August 2007 ebenda) war ein US-amerikanischer Anwalt und Bürgerrechtler, der vor allem durch seinen Kampf gegen die Benachteiligung Schwarzer in den USA bekannt wurde. Einer seiner größten Erfolge war der Fall Davis v. County School Board of Prince Edward County, der gemeinsam mit vier anderen Fällen vom Obersten Gerichtshof der Vereinigten Staaten in Brown v. Board of Education 1954 behandelt wurde und zur Aufhebung der Rassentrennung an öffentlichen Schulen führte.

## Leben
Hill kam im Mai 1907 in Richmond als Oliver White zur Welt. Sein Vater, ein Pfarrer, verließ die Familie, als er noch ein Baby war, und als seine Mutter wieder heiratete, bekam auch er den Nachnamen seines Stiefvaters. Den Großteil seiner Kindheit verbrachte er in Roanoke (Virginia). Seine Mutter arbeitete als Dienstmädchen, sein Stiefvater als Hotelpage. Später zog die Familie nach Washington D. C., wo Hill an der Dunbar High School graduierte. Im Anschluss besuchte er die Howard University, die er 1933 als Zweitbester seines Jahrgangs nach seinem Freund Thurgood Marshall abschloss.
Hill arbeitete erst als Anwalt in Roanoke, ging dann aber 1939 nach Richmond und gründete dort seine eigene Kanzlei. 1940 gewann er gemeinsam mit Thurgood Marshall, William H. Hastie und Leon A. Ranson seinen ersten Bürgerrechtsfall Alston v. School Board of Norfolk, Va., der schwarzen Lehrern Gleichberechtigung bei der Bezahlung einbrachte. 1943 ging Hill zur Army, um im Zweiten Weltkrieg zu kämpfen. So war er als Staff Sergeant am D-Day bei der Landungsaktion am Omaha Beach dabei.
Nach dem Krieg kehrte er in seine Kanzlei zurück. Sein nächster Erfolg vor dem Supreme Court of Virginia war die Erstreitung der Gleichberechtigung schwarzer Schulkinder beim Transport in die Schule. 1948 wurde er der erste Schwarze seit der Reconstruction, der in den Stadtrat von Richmond gewählt wurde.
Gemeinsam mit seinem Partner Spottswood William Robinson III vertrat er Anfang der 1950er Jahre dutzende Bürgerrechtsfälle in Virginia. Im Frühjahr 1951 nahm er den Fall schwarzer Studenten aus Farmville (Virginia) an, die in der baufälligen R.R. Moton High School unterrichtet wurden. Daraus entstand der Fall Davis v. County School Board of Prince Edward County, dessen Klageschrift er am 23. Mai 1951 bei Gericht einreichte. Die sowohl vom State Court als auch vom District Court erfolglose Klage fand ihren Weg bis zum Obersten Gerichtshof, wo sie gemeinsam mit vier weiteren Fällen behandelt wurde. Am 17. Mai 1954 wurde die Rassentrennung an öffentlichen Schulen aufgehoben. In den nächsten zehn Jahren kämpfte Hill weiter gegen die Segregation. 1959 hob der Virginia Supreme Court ein Gesetz des Staates Virginia auf, das integrierte Schulen verbot. Aber erst der Fall Green v. School Board of New Kent County brachte 1968 den erhofften Erfolg.
Während der 1940er- und 1950er-Jahre war Hills Leben permanent bedroht. Er erhielt so oft Drohbriefe und -anrufe, dass er seinem Sohn verbot, Anrufe entgegenzunehmen. Auch wurde auf dem Rasen vor seinem Haus ein Kreuz verbrannt, eine damals übliche Methode des Ku-Klux-Klan, Gegner einzuschüchtern und zu bedrohen.
Er beschäftigte sich bis zu seiner Pensionierung 1998 gemeinsam mit seinen Firmenpartnern Samuel W. Tucker und Henry L. Marsh III immer wieder mit Bürgerrechtsfällen. Zwei Jahre danach veröffentlichte er 2000 seine Autobiografie The Big Bang: Brown v. Board of Education. Am 5. August 2007 starb er im Alter von 100 Jahren in seinem Haus in Richmond.
Präsident Clinton ehrte ihn am 11. August 1999 mit der Verleihung der Freiheitsmedaille ("Presidential Medal of Freedom"). 2005 erhielt er die Spingarn Medal.